# Джефф Янг
Джефф Янг (англ. Jeff Young; нар. 31 березня 1962) — американський музикант, найбільш відомий як гітарист треш-метал гурту Megadeth.

## Кар'єра

### Megadeth
Після закінчення школи Янг переїжджає в Голлівуд та вступає до Музичного інституту. Після його закінчення в 1985 році, він стає вчителем по гітарі.
Фронтмен Megadeth Дейв Мастейн взяв Джеффа до гурту, коли побачив, як той вивчив та зіграв соло Кріса Поланда з пісні «Wake Up Dead» за 30 хвилин. Разом з гуртом в 1988 році він записав платиновий альбом So Far, So Good... So What!. Він також відображений у фільмі The Decline of Western Civilization Part II: The Metal Years.
Незважаючи на участь у гуртові, що мав безліч шанувальників, Янг відчував себе «не в своїй тарілці». На сцені він майже не рухався, був на одному місці і вся його увага була приділена гітарі. Гітара висіла на грудях (як у джазового музиканта) та й до того ж він не вживав наркотиків, на відміну від інших. Він явно не був схожий на гітариста метал-гурту.

### Equilibrium
З 2000 року, попутно борючись з раком яєчок, Джефф Янг зайнявся своїм сольним проектом Equilibrium.